# Sebastián Ubilla
Sebastián Andrés Ubilla Cambon (Quilpué, 9 agosto 1990) è un calciatore cileno, centrocampista del Dep. Antofagasta.

## Caratteristiche tecniche
Brevilineo, molto agile palla al piede, mancino di piede. In patria è stato paragonato, più volte, a Gianfranco Zola

## Carriera

### Club

#### Le giovanili e il debutto con i Santiago Wanderers
La sua carriera da calciatore inizia nel 2003, quando firma il suo primo contratto da calciatore con il Santiago Wanderers, squadra della città di Valparaíso, per militare nelle varie divisioni giovanili del club. Cinque anni più tardi, esattamente nel 2008, debutta come calciatore professionista nel Campeonato Nacional de Primera B del Fútbol Profesional Chileno, la Serie B italiana. Segna la sua prima doppietta in carriera il 12 febbraio 2012, durante il match giocato contro i Ragners de Talca.
Il 18 giugno dello stesso anno sigla un contratto di durata quinquennale con l'Universidad de Chile, squadra della città di Santiago del Cile

### Nazionale
Nel 2011, esattamente il 22 dicembre, debutta con La Roja durante il match tenutosi a La Serena contro il Paraguay.

## Statistiche

### Cronologia presenze e reti in nazionale
| Cronologia completa delle presenze e delle reti in nazionale ― Cile | Cronologia completa delle presenze e delle reti in nazionale ― Cile | Cronologia completa delle presenze e delle reti in nazionale ― Cile | Cronologia completa delle presenze e delle reti in nazionale ― Cile | Cronologia completa delle presenze e delle reti in nazionale ― Cile | Cronologia completa delle presenze e delle reti in nazionale ― Cile | Cronologia completa delle presenze e delle reti in nazionale ― Cile | Cronologia completa delle presenze e delle reti in nazionale ― Cile |
| Data                                                                | Città                                                               | In casa                                                             | Risultato                                                           | Ospiti                                                              | Competizione                                                        | Reti                                                                | Note                                                                |
| ------------------------------------------------------------------- | ------------------------------------------------------------------- | ------------------------------------------------------------------- | ------------------------------------------------------------------- | ------------------------------------------------------------------- | ------------------------------------------------------------------- | ------------------------------------------------------------------- | ------------------------------------------------------------------- |
| 22-12-2011                                                          | La Serena                                                           | Cile                                                                | 3 – 2                                                               | Paraguay                                                            | Amichevole                                                          | -                                                                   |                                                                     |
| Totale                                                              |                                                                     | Presenze                                                            | 1                                                                   |                                                                     | Reti                                                                | 0                                                                   |                                                                     |

## Palmarès

### Club

#### Competizioni nazionali
- Campionato cileno: 2

Universidad de Chile: 2012 (A), 2014 (A)
- Coppa del Cile: 1

Universidad de Chile: 2012-2013